# Bologna FC 1909
{{Infobox voetbalclub
| clubnaam             = Bologna
| volledigenaam        = Bologna Football Club 1909 SpA
| bijnaam              = Rossoblu
| logo                 = Bologna F.C. 1909 logo.svg
| opgericht            = 3 oktober 1909, 1993
| stadion              = Stadio Renato Dall'Ara, Bologna
| capaciteit           = 36.532
| eigenaar             =  Joey Saputo
| voorzitter           =  Joey Saputo
| trainer              =  Vincenzo Italiano
| technisch directeur =  Giovanni Sartori
| sportief directeur = {{IT-VLAG} Marco Di Vaio
| competitie           = Serie A
| pattern_la1 = _bologna2526h
| pattern_b1 = _bologna2526h
| pattern_ra1 = _bologna2526h
| pattern_sh1 = _bologna2526h
| pattern_so1 = _bologna2526hl
| leftarm1 = ffffff
| body1 = 
| rightarm1 = 
| shorts1 = 
| socks1 =
| pattern_la2 = _bologna2526a
| pattern_b2 = _bologna2526a
| pattern_ra2 = _bologna2526a
| pattern_sh2 = _bologna2526a
| pattern_so2 = _bologna2526al
| leftarm2 = ffffff
| body2 = 
| rightarm2 = 
| shorts2 = 
| socks2 =
| geldig               = 2025/26
| afbeelding           = Stadio Dall'Ara 01-02-2020.jpg
}}
Bologna F.C. is een Italiaanse voetbalclub, opgericht in 1909 en uitkomend in de Serie A. De club speelt zijn thuiswedstrijden in het Stadio Renato Dall'Ara. Het stadion, vernoemd naar een oud-voorzitter, kreeg deze naam in 1983, maar de club speelt al sinds 1927 in het stadion.
De club werd opgericht op 3 oktober 1909 als AGC Bologna en was een succesvolle club in de jaren twintig en dertig. Na de Tweede Wereldoorlog was de club niet zo succesvol meer. De club degradeerde in 1981/82 en 1982/83 zelfs twee keer direct achter elkaar en kwam daarmee in de Serie C1. Daar wist het direct weer uit te promoveren en ze kwamen in het seizoen 1989/90 weer terug in de Serie A, maar in 1991 en 1993 degradeerden en kwamen zo dus weer in de Serie C1. In 1996 kwam de club weer terug op het hoogste niveau en verbleef daar tot het seizoen 2003/04 in de middenmoot en vocht voor plekken die recht gaven op Europees voetbal. In het seizoen 2004/05 ging het echter minder. De club eindigde vlak boven de directe degradatieplekken, maar moest wel een play-off spelen tegen Parma om te bepalen wie de laatste degradant zou worden. Na een 1-0 winst in Parma leek Bologna aan de goede kant van de uitslag te komen. Echter thuis werd met 0-2 verloren en degradatie naar de Serie B was een feit.

## Trivia
In het seizoen 1963-1964 won Bologna tien competitiewedstrijden op rij. Dat record werd pas in het seizoen 2005-2006 verbeterd door AS Roma, met elf overwinningen op rij.

## Erelijst
| Internationaal           |    |                                          |
| UEFA Intertoto Cup       | 1x | 1998                                     |
| Mitropacup               | 3x | 1932, 1934, 1961                         |
| Anglo-Italian League Cup | 1x | 1970                                     |
| Coupe des Nations        | 1x | 1937                                     |
| Nationaal                |    |                                          |
| Serie A                  | 7x | 1925, 1929, 1936, 1937, 1939, 1941, 1964 |
| Coppa Italia             | 3x | 1970, 1974, 2025                         |

## Overzichtslijsten

### Eindklasseringen (grafisch)
- 1946 6e
Serie A
- 1947 5e
Serie A
- 1948 8e
Serie A
- 1949 5e
Serie A
- 1950 15e
Serie A
- 1951 6e
Serie A
- 1952 16e
Serie A
- 1953 5e
Serie A
- 1954 6e
Serie A
- 1955 4e
Serie A
- 1956 5e
Serie A
- 1957 5e
Serie A
- 1958 6e
Serie A
- 1959 10e
Serie A
- 1960 5e
Serie A
- 1961 9e
Serie A
- 1962 4e
Serie A
- 1963 4e
Serie A
- 1964 1e
Serie A
- 1965 6e
Serie A
- 1966 2e
Serie A
- 1967 3e
Serie A
- 1968 5e
Serie A
- 1969 9e
Serie A
- 1970 10e
Serie A
- 1971 5e
Serie A
- 1972 11e
Serie A
- 1973 7e
Serie A
- 1974 9e
Serie A
- 1975 7e
Serie A
- 1976 7e
Serie A
- 1977 7e
Serie A
- 1978 12e
Serie A
- 1979 13e
Serie A
- 1980 7e
Serie A
- 1981 7e
Serie A
- 1982 15e
Serie A
- 1983 18e
Serie B
- 1984 2e
Serie C1
- 1985 9e
Serie B
- 1986 6e
Serie B
- 1987 10e
Serie B
- 1988 1e
Serie B
- 1989 14e
Serie A
- 1990 8e
Serie A
- 1991 18e
Serie A
- 1992 13e
Serie B
- 1993 18e
Serie B
- 1994 4e
Serie C1
- 1995 1e
Serie C1
- 1996 1e
Serie B
- 1997 7e
Serie A
- 1998 8e
Serie A
- 1999 9e
Serie A
- 2000 11e
Serie A
- 2001 10e
Serie A
- 2002 7e
Serie A
- 2003 11e
Serie A
- 2004 12e
Serie A
- 2005 18e
Serie A
- 2006 8e
Serie B
- 2007 7e
Serie B
- 2008 2e
Serie B
- 2009 17e
Serie A
- 2010 17e
Serie A
- 2011 16e
Serie A
- 2012 9e
Serie A
- 2013 13e
Serie A
- 2014 19e
Serie A
- 2015 4e
Serie B
- 2016 14e
Serie A
- 2017 15e
Serie A
- 2018 15e
Serie A
- 2019 10e
Serie A
- 2020 12e
Serie A
- 2021 12e
Serie A
- 2022 13e
Serie A
- 2023 9e
Serie A
- 2024 5e
Serie A
- 2025 9e
Serie A

- Serie A
- Serie B
- Prima Divisione

### Seizoensresultaten vanaf 2000
| Seizoen | Competitie | Niveau | Eindstand | Coppa Italia | Opmerking             |
| ------- | ---------- | ------ | --------- | ------------ | --------------------- |
| 2000/01 | Serie A    | I      | 10        | 2e ronde     |                       |
| 2001/02 | Serie A    | I      | 7         | 8e finale    |                       |
| 2002/03 | Serie A    | I      | 11        | 8e finale    |                       |
| 2003/04 | Serie A    | I      | 12        | 8e finale    |                       |
| 2004/05 | Serie A    | I      | 16        | 8e finale    | Finalist Play-offs    |
| 2005/06 | Serie B    | II     | 8         | 2e ronde     |                       |
| 2006/07 | Serie B    | II     | 7         | 3e ronde     |                       |
| 2007/08 | Serie B    | II     | 2         | 2e ronde     |                       |
| 2008/09 | Serie A    | I      | 17        | 8e finale    |                       |
| 2009/10 | Serie A    | I      | 17        | 3e ronde     |                       |
| 2010/11 | Serie A    | I      | 16        | 8e finale    |                       |
| 2011/12 | Serie A    | I      | 9         | 8e finale    |                       |
| 2012/13 | Serie A    | I      | 13        | kwartfinale  |                       |
| 2013/14 | Serie A    | I      | 19        | 4e ronde     |                       |
| 2014/15 | Serie B    | II     | 4         | 2e ronde     | Winnaar promotieserie |
| 2015/16 | Serie A    | I      | 14        | 3e ronde     |                       |
| 2016/17 | Serie A    | I      | 15        | 8e finale    |                       |
| 2017/18 | Serie A    | I      | 15        | 3e ronde     |                       |
| 2018/19 | Serie A    | I      | 10        | 8e finale    |                       |
| 2019/20 | Serie A    | I      | 12        | 4e ronde     |                       |
| 2020/21 | Serie A    | I      | 12        | 4e ronde     |                       |
| 2021/22 | Serie A    | I      | 13        | 1e ronde     |                       |
| 2022/23 | Serie A    | I      | 9         | 3e ronde     |                       |
| 2023/24 | Serie A    | I      | 5         | kwartfinale  |                       |
| 2024/25 | Serie A    | I      | 9         | Winnaar      | < AC Milan: 1-0       |

### In Europa
Bologna is sinds 1932 actief in diverse Europese competities. Hieronder staat voor elke competitie vermeld in welke seizoenen de club eraan deelnam. De edities die Bologna FC heeft gewonnen zijn dik gedrukt:
- Champions League (1x)

2024/25
- Europa League (1x)

2025/26
- Europacup I (1x)

1964/65
- Europacup II (2x)

1970/71, 1974/75
- UEFA Cup (4x)

1971/72, 1990/91, 1998/99, 1999/00
- Jaarbeursstedenbeker (3x)

1966/67, 1967/68, 1968/69
- UEFA Intertoto Cup (2x)

1998, 2002
- Mitropacup (13x)

1932, 1934, 1936, 1937, 1939, 1955, 1960, 1961, 1962, 1963, 1964, 1973, 1989

## Bekende (oud-)spelers
- Kennet Andersson
- Michele Andreolo
- Marko Arnautović
- Roberto Baggio
- Mauro Bellugi
- Sam Beukema
- Amedeo Biavati
- Jonatan Binotto
- Giacomo Bulgarelli
- Cesarino Cervellati
- Thijs Dallinga
- Tomas Danilevičius
- Stéphane Demol
- Stefano Denswil
- Mitchell Dijks
- Damjan Đoković
- Giulio Falcone
- Bruno Giordano
- Jean-François Gillet
- Francesco Guidolin
- Sydney van Hooijdonk
- Jesper Karlsson
- Igor Kolyvanov
- Domenico Marocchino
- Gaby Mudingayi
- Hidetoshi Nakata
- Harald Nielsen
- Luis Oliveira
- Gianluca Pagliuca
- Ezio Pascutti
- Carlo Petrini
- Gino Pivatelli
- Giuseppe Savoldi
- Angelo Schiavio
- Giuseppe Signori
- Roberto Tricella
- Roberto Vieri
- Theodoros Zagorakis
- Pierre Wome
- Stéphane Demol
- Joshua Zirkzee

## Trainer-coaches
| Van        | Tot        | Naam                |
| ---------- | ---------- | ------------------- |
| 12.06.2024 | heden      | Vincenzo Italiano   |
| 12.09.2022 | 01.06.2024 | Thiago Motta        |
| 28.01.2019 | 06.09.2022 | Siniša Mihajlović   |
| 01.07.2018 | 28.01.2019 | Filippo Inzaghi     |
| 29.10.2015 | 30.06.2018 | Roberto Donadoni    |
| 04.05.2015 | 27.10.2015 | Delio Rossi         |
| 01.07.2014 | 03.05.2015 | Diego López         |
| 08.01.2014 | 30.06.2014 | Davide Ballardini   |
| 05.10.2011 | 07.01.2014 | Stefano Pioli       |
| 01.07.2011 | 04.10.2011 | Pierpaolo Bisoli    |
| 01.09.2010 | 30.06.2011 | Alberto Malesani    |
| 30.08.2010 | 31.08.2010 | Paolo Magnani       |
| 21.10.2009 | 29.08.2010 | Franco Colomba      |
| 01.07.2009 | 30.04.2013 | Igor Kolyvanov      |
| 15.04.2009 | 20.10.2009 | Giuseppe Papadopulo |
| 04.11.2008 | 14.04.2009 | Siniša Mihajlović   |
| 01.07.2007 | 03.11.2008 | Daniele Arrigoni    |
| 01.07.2006 | 30.06.2007 | Renzo Ulivieri      |
| 01.07.2005 | 05.03.2006 | Andrea Mandorlini   |
| 01.07.2003 | 30.06.2005 | Carlo Mazzone       |
| 28.10.1999 | 30.06.2003 | Francesco Guidolin  |
| 01.07.1999 | 27.10.1999 | Sergio Buso         |
| 01.07.1998 | 30.06.1999 | Carlo Mazzone       |
| 01.07.1994 | 30.06.1998 | Renzo Ulivieri      |
| 01.12.1993 | 30.06.1994 | Edoardo Reja        |
| 01.07.1993 | 30.11.1993 | Alberto Zaccheroni  |
| 01.07.1992 | 30.06.1993 | Eugenio Bersellini  |
| 01.11.1991 | 30.06.1992 | Nedo Sonetti        |
| 01.07.1991 | 31.10.1991 | Gigi Maifredi       |
| 23.10.1990 | 30.06.1991 | Luigi Radice        |
| 01.07.1990 | 22.10.1990 | Franco Scoglio      |
| 01.07.1987 | 30.06.1990 | Gigi Maifredi       |
| 01.07.1986 | 30.06.1987 | Giovan Fabbri       |
| 01.07.1986 | 13.04.1987 | Vincenzo Guerini    |
| 01.07.1985 | 30.06.1986 | Carlo Mazzone       |
| 01.07.1983 | 30.06.1984 | Giancarlo Cadé      |
| 01.07.1982 | 30.06.1983 | Paolo Carosi        |
| 20.03.1982 | 30.06.1982 | Francesco Liguori   |
| 01.07.1981 | 30.03.1982 | Tarcisio Burgnich   |
| 01.07.1980 | 30.06.1981 | Luigi Radice        |
| 01.07.1979 | 30.06.1980 | Marino Perani       |
| 01.07.1977 | 30.06.1979 | Bruno Pesaola       |
| 01.07.1976 | 30.06.1977 | Gustavo Giagnoni    |
| 01.07.1972 | 30.06.1976 | Bruno Pesaola       |
| 01.07.1969 | 30.06.1972 | Edmondo Fabbri      |